# Сленжа
Сленжа (Шлєнжа, Ślęża, лат. Silensi, Собутка) — це священна гора західнослов'янського племені — слензани, яке входило в лужицький союз племен. Гора висотою приблизно 720 метрів знаходиться в 30 кілометрах від польського міста Вроцлав. Гору ще називають Олімпом Сілезії, на ній знаходяться збережені до наших днів культові споруди древніх слов'ян. Місцеві племена вважали гору Сленж горою Богів. Найшанованішим був Бог Сонця. Найурочистішим святом — було свято Купали. На вершині гори і поблизу збереглися кам'яні скульптури «Дівчина з рибою», «Монах», «Гриби», «Дикий кабан» і «Ведмідь». Тут були знайдені частини кам'яних насипів, шириною 12 м, викладені з уламків каміння і загадкові статуї з характерним символом діагонального хреста. За припущеннями дослідників, хреста гарбо — знаку, пов'язаного з слов'янським культом Сонця. Найцікавішим на Сленжі вважається джерело святого Якуба. Біля джерела стоїть тотемний вівтар, вирізаний у формі квадрата, що відповідає чотирьом сторонам світу. Це місце вважається місцем позитивної енергії і доброї сили. 1954 року гора Сленжа набула статусу заповідника, площа якого становить 141 га.